# Тюльки
Тюльки, или каспийские кильки (лат. Clupeonella) — род мелких морских, солоноватоводных и пресноводных рыб из семейства сельдевых (Clupeidae).
Длина тела до 14,5 см, масса до 26 г. Половой зрелости достигают в возрасте 1—2 лет, живут до 5—6 лет. Питаются мелким зоопланктоном.

## Виды
К роду относят 7 видов:
- Clupeonella abrau (Maliatsky, 1930) — Абрауская тюлька
- Clupeonella caspia Svetovidov, 1941 — Обыкновенная каспийская тюлька, или каспийская тюлька
- Clupeonella cultriventris (Nordmann, 1840) — Черноморско-каспийская тюлька, или черноморскоазовская тюлька, или сарделька[3]
- Clupeonella engrauliformis (Borodin, 1904) — Анчоусовидная килька
- Clupeonella grimmi Kessler, 1877 — Большеглазая килька, или большеглазая тюлька, или большеглазая сарделька
- Clupeonella muhlisi Neu, 1934
- Clupeonella tscharchalensis (Borodin, 1896)